# Marcelo Aguirre (tenista de mesa)
Víctor Marcelo Aguirre Benítez (nacido el 21 de enero de 1993) es un jugador de tenis de mesa paraguayo que milita en el club Werder Bremen de la Tischtennis-Bundesliga. Compitió en los Juegos Olímpicos de Londres 2012.

## Carrera
Ganó la medalla de plata en la Copa Latinoamericana inaugural de 2011 celebrada en Río de Janeiro, Brasil, tras haber sido derrotado por Gustavo Tsuboi de Brasil, 4-0. anteriormente derrotó a Cazuo Matsumoto, también de Brasil, por 4-1 en las semifinales. Compitió en los Juegos Olímpicos de Londres 2012 en individuales masculinos,  pero fue derrotado en la primera ronda.